# 未来SF
未来SF（みらいSF）とは、制作（開始）時において、未来を主たる舞台にした、サイエンス・フィクション（英語: Science Fiction、略語：SF、Sci-fi、エスエフ）の一分野。

## 呼称
日本で、SF（サイエンス・フィクション）という用語が普及する以前から、2024年現在に至るまで存在する、「（空想）未来科学小説」という用語があり、SF（サイエンス・フィクション）という分野に（空想）未来科学小説が取り込まれた後、（空想）未来科学小説および他のメディア (媒体)を使用した、同様な制作（開始）時に於ける未来を主たる舞台としたSFの一分野の呼称を「未来SF」と呼ぶ。

## 分類
一例として下記の近未来SF・遠未来SFを提示したが、両者の区別は厳密なものではない。
- 近未来SF - あるいは過去から現在の比較的素直な延長線上にある未来を舞台としたSF。数十年程度の比較的近い未来までを範囲とする場合が多い。
- 遠未来SF - 近未来SFが舞台とする時代以降の遠い未来を、あるいは過去から現在の素直な延長線上から外れた未来を舞台としたSF。

## 備考
- 制作（開始）時において未来を主たる舞台とする以上、制作後あるいは制作中に、主たる舞台が現在あるいは過去になってしまうこともある（例：二十世紀のパリ）。
- SFにおいて、現在現実に入手出来ない道具立てを使ってストーリーが構成されることが多い以上、自ずとSFの多くが未来を主たる舞台とすることになってしまうため、当たり前過ぎて改めて「未来SF」という用語を用いることは多くはないが、SFの主たる舞台を制作（開始）時に対して過去・現在・未来・不明または無意味の時間区分で分類した場合、「未来SF」という言葉になってしまう。
- 未来を主たる舞台としたコンテンツが全て未来SFとは限らない。弥勒菩薩・ハルマゲドン等の宗教的未来予言や、ミシェル・ノストラダムス師の予言集等のオカルト的未来予言等は、通常未来SF扱いはされないが、これらをモチーフにした未来SFは存在し得る（例：ハルマゲドン#現代の文化との関わり）。また、主として社会的・政治的・軍事的・経済的・文化的・流行的・学問的見地他から未来予想したコンテンツは、作成者・評価者・視聴読体験者に因り、未来SF扱いされないことがある。